# Mi tía Nora
 Mi tía Noras una pel·lícula de ficció coproduïda entre l'Argentina i l'Equador, dirigida per Jorge Prelorán sobre un guió de Mabel Prelorán que fou produïda en 1983 i que es va estrenar a l'Argentina el 13 de març de 2005. Va tenir com a actrius principals a les equatorianes Isabel Casanova i Guiomar Vega. La pel·lícula es va exhibir en diferents ciutats del món i fins i tot, lluny de les expectatives dels seus creadors, va guanyar diversos premis internacionals (al Festival de Cinema Llatinoamericà de Biarritz i al Festival Internacional de Figuera da Foz). És l'únic film de ficció realitzat pels dos.

## Producció
El matrimoni Prelorán havia arribat a l'Equador per a fer el documental Zulay frente al siglo XXI a Otavalo (a uns 100 quilòmetres de Quito), però van tenir problemes de salut, ell per la seva columna vertebral i Mabel per inconvenients intestinals, i el metge els va indicar que romanguessin a l'hotel amb repòs estricte per una setmana. Per a passar el temps Jorge Prelorán li va proposar a la seva esposa escriure alguna cosa, i amb la seva màquina portàtil van delinear l'argument de Mi tía Nora.
Mabel Preloran diu sobre la pel·lícula : 
| « | «Està basada en una part petita d'un diari que jo portava quan era noia … A quatre quadres (de la seva casa) … fa uns cinquanta anys, una dona es va matar. La seva mare sempre la va tenir sota una educació molt repressiva, només la deixava anar a l'església …Quan es mor la seva mare, comença a deprimir-se, no sabia moure's socialment i va acabar matant-se.» | » |

Sobre la producció del film va comptar Mabel Prelorán:
| « | «No teníem diners per a producció. Algú va prestar un cotxe, d'un restaurant ens portaven sandvitxos, actuava la gent del carrer i el material de filmació el traiem en part del que la universitat (de Califòrnia) havia destinat per al documental etnogràfic. » | » |

Va agregar que en aquest moment no hi havia indústria del cinema a l'Equador i que un grup d'aficionats entusiasmats van aprendre de Prelorán a engiponar el setè art mentre feien la pel·lícula.

## Argument
El dilema de dues dones entre el passat, amb les seves tradicions i aparent seguretat, i el futur ple d'incertesa. Beatriz, sense una figura maternal referent, s'acosta a la tia Nora, dona soltera de mitjana edat sobreprotegida per la seva mare. Els altres parents, rics i egoistes, prefereixen no fer cas de la tia Nora i Beatriz haurà de prendre una decisió.

## Repartiment
- Alejandro Buenaventura
- Isabel Casanova
- Blanca Hauser
- Fausto Jaramillo
- Ana Miranda Moreno
- Alfonso Naranjo
- Guiomar Vega

## Comentaris
Luis Freitas va escriure:
| « | « Si bé la pel·lícula narra amb cruesa la decadència d'una família equatoriana de classe alta, en cap passatge de la mateixa es cola qualsevol mena d'acusació. Amb intel·ligència, una enorme calidesa i una construcció de personatges sàbia, Prelorán va aconseguir traslladar al camp de la narració les constants del seu cinema documental.» | » |